# Khế ước quỷ
Khế ước quỷ (tựa gốc: The Pact 2, cách điệu là The Pact II) là một bộ phim kinh dị do Dallas Richard Hallam và Patrick Horvath đạo diễn. Đây là phần tiếp theo của bộ phim The Pact của đạo diễn Nicolas McCarthy.